# Sztolnia

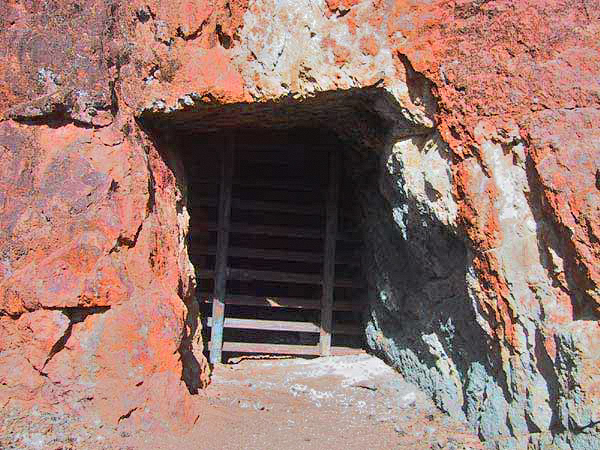
Zamknięte wejście do opuszczonej sztolni niedaleko miasta Medford w Stanach Zjednoczonych

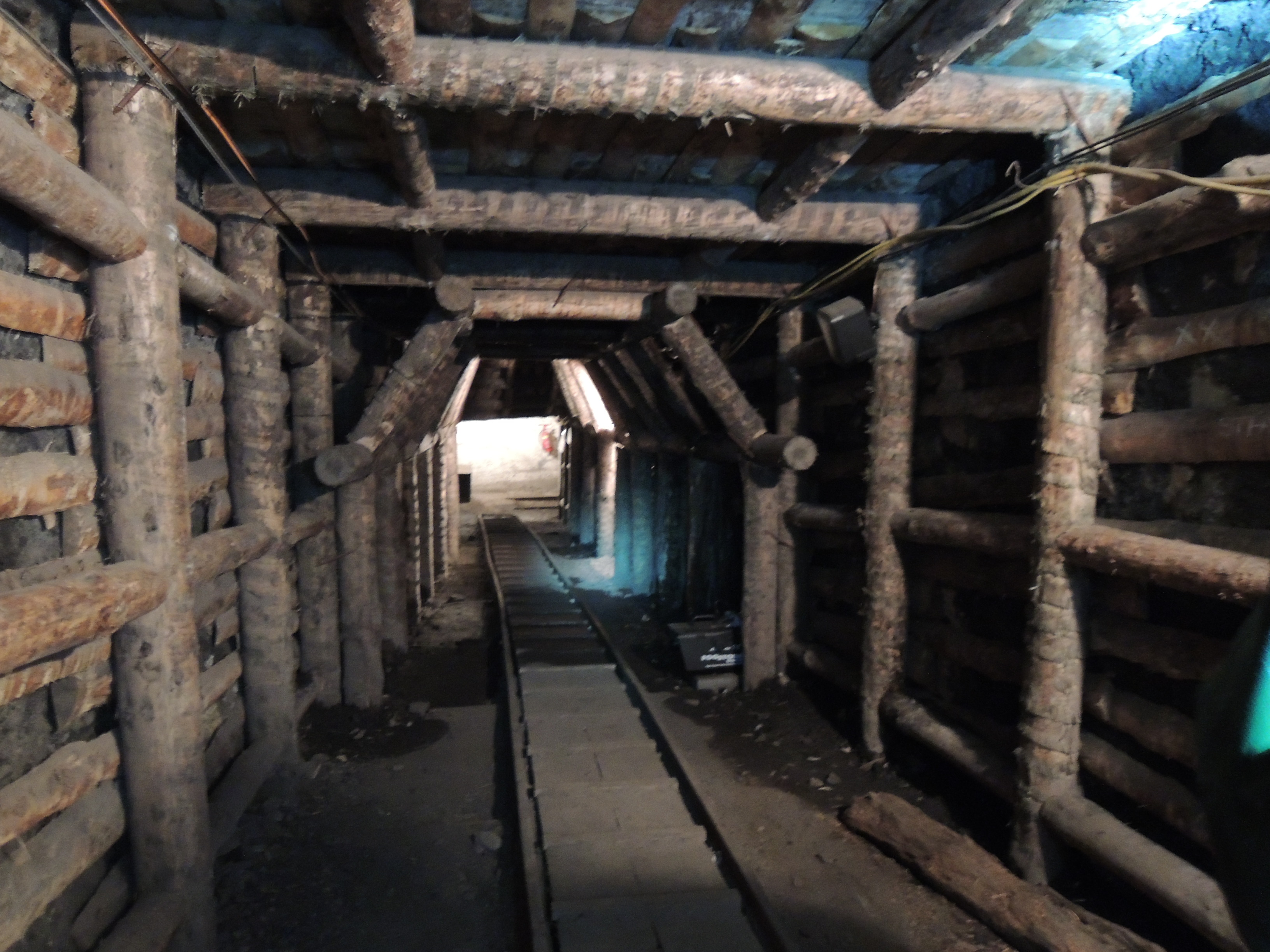
Sztolnia Królowa Luiza - trasa podziemna (oddział Muzeum Górnictwa Węglowego w Zabrzu)

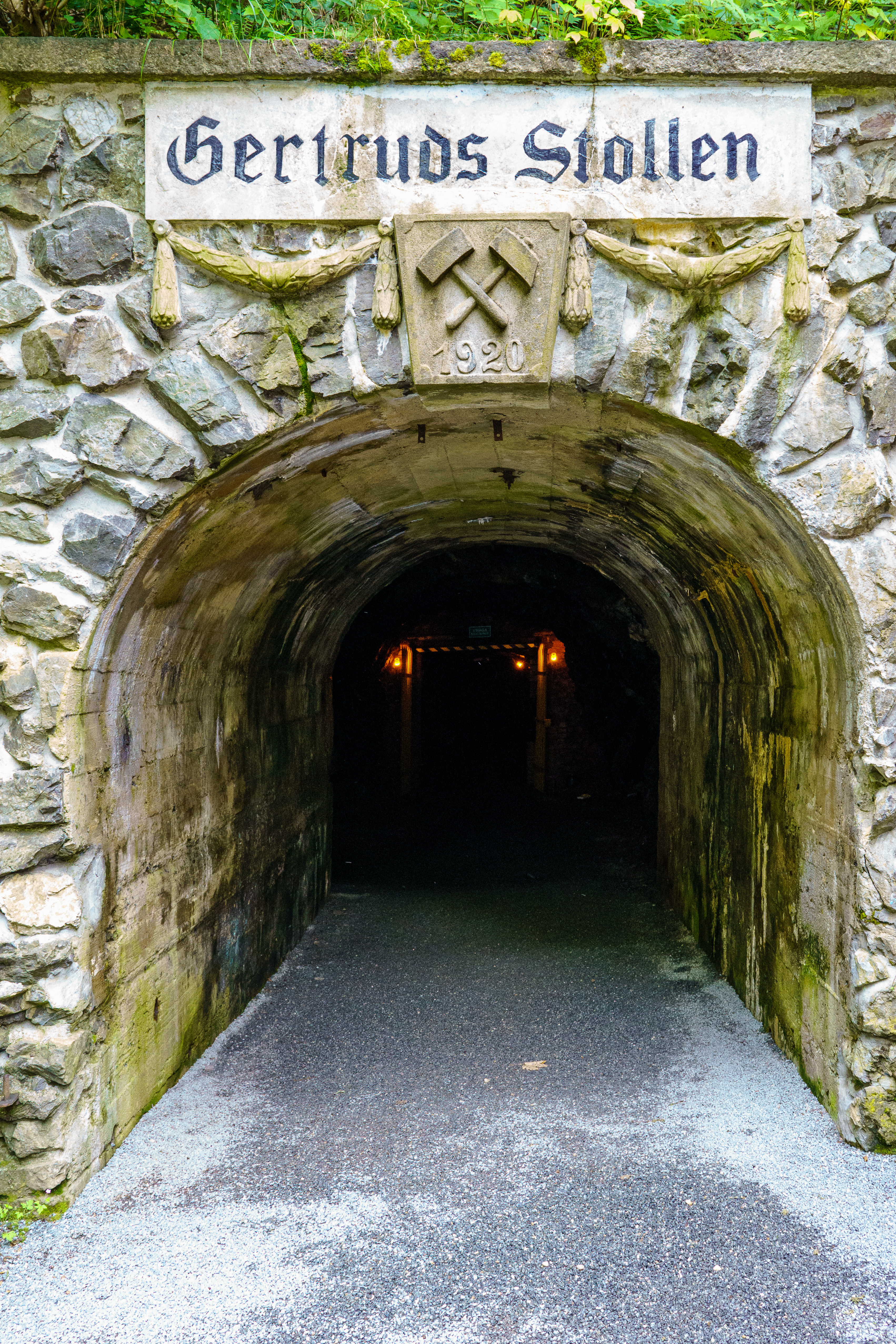
Wylot Sztolni Gertrudy (Książęcej) w Złotym Stoku

Sztolnia – wyrobisko korytarzowe, o małym przekroju poprzecznym, drążone w górotworze ze zbocza góry, poziomo lub pod niewielkim wzniosem w głąb góry do złóż kopaliny użytecznej.

## Podział sztolni
Ze względu na główne zadanie:
- poszukiwawcze;
- udostępniające;
- eksploatacyjne.

Ze względu na funkcję:
- odwadniające;
- wentylacyjne;
- robocze;
- komunikacyjne;
- transportowe;
- badawcze;
- pilotowe;
- hydrotechniczne;
- kanalizacyjne;
- doświadczalne;
- szkoleniowe (jedyna tego typu w Polsce znajduje się w Wodzisławiu Śląskim)